# 家族性高コレステロール血症
家族性高コレステロール血症（かぞくせいこうコレステロールけっしょう、familial hypercholesterolemia、FH）は高LDLコレステロール（LDL-C）血症、早発性冠動脈疾患、腱・皮膚結節性黄色腫を3徴とし、LDL受容体やその関連遺伝子の異常によって発症する常染色体優性遺伝子疾患である。家族性高コレステロール血症は単独で極めて冠動脈疾患のリスクが高い病態である。ヘテロ体でも未治療では男性では30～50歳、女性では50～70歳程度で心筋梗塞や狭心症などの冠動脈疾患を発症することが多い。早期発見・早期治療が生命予後の改善に極めて重要である。家族性高コレステロール血症ホモ接合体は総コレステロール>600mg/dLと著明高値を示し、小児期から黄色腫や動脈硬化疾患を認めることから診断は容易である。家族性高コレステロール血症ヘテロ接合体は日本では約30万人（約500名に1人）の患者が推定されておりプライマリ・ケアの現場で比較的遭遇する機会が多い。また、指定難病79に指定されている。米国では、250人に約1人が家族性高コレステロール血症に罹患する。家族性高コレステロール血症が最初に報告されたのは1938年である。

## 診断
家族性高コレステロール血症のヘテロ接合体の診断基準が「動脈硬化性疾患予防ガイドライン 2012年版」（JAS2012）に記載されている。
高LDL-C血症（未治療のLDL-C 180mg/dL以上）
腱黄色腫（手背、肘。膝などの腱黄色腫あるいはアキレス腱肥厚）あるいは皮膚結節性黄色腫
家族性高コレステロール血症あるいは早発冠動脈疾患の家族歴（2親等以内の血族）
診断は続発性脂質代謝異常症を除外したうえで診断する。
上記3項目のうち2項目が当てはまる場合は家族性高コレステロール血症と診断する。
家族性高コレステロール血症疑いの際は遺伝子検査による診断を行うことが望ましい。
皮膚結節性黄色腫は眼瞼黄色腫は含めない。
アキレス腱肥厚は軟線撮影により9mm以上の場合にて診断する。
LDL-Cが250mg/dL以上の場合は家族性高コレステロール血症を強く疑う。
すでに薬物治療中の場合、治療のきっかけとなった脂質値を参考とする。
早発冠動脈疾患は男性55歳未満、女性65歳未満と定義する。
家族性高コレステロール血症と診断した場合、家族についても調べることが望ましい
初診時にLDL-Cが180mg/dL以上と高い場合は家族性高コレステロール血症や早発性冠動脈疾患（男性55歳未満、女性65歳未満）の家族歴があるかを聞き、腱黄色腫や皮膚結節性黄色腫があるかどうかを確認する。黄色腫の中ではアキレス腱肥厚が比較的判別しやすいとされているために積極的に軟線撮影を行う。軟線撮影で9mm以上あればアキレス腱肥厚の所見が陽性であるが、家族性高コレステロール血症のアキレス腱肥厚陽性率は80%にすぎないため、陰性であっても家族性高コレステロール血症を否定できない。未治療時のLDL-Cが250mg/dL以上の場合に家族性高コレステロール血症ではない例は5%しかなかったという報告もある。

## 治療
家族性高コレステロール血症と診断した場合は冠動脈疾患の高リスク群に該当する。そのため、冠動脈疾患の既往がある患者と同様にLDL-Cが100mg/dL未満に成るように厳格な管理を行う。食事・運動療法の他、スタチンをはじめとする脂質降下薬による薬物療法が必要となる。PCSK9阻害薬であるエボロクマブやアフェレーシス、核酸医薬であるミポメルセンなどが追加治療として検討される。
PCSK9阻害薬
前駆蛋白転換酵素サブチリシン/ケキシン9型（PCSK9）阻害薬はLDL受容体分解促進タンパク質であるPCSK9とLDL受容体の結合を阻害することでLDL受容体の分解を抑制し、LDL-Cの肝細胞への取り込みを促進する作用がある。日本ではエボロクマブ（商品名、レパーサ）が承認されている。エボロクマブは4週間に1回420mgの皮下注を行う。新薬であるため長期投与の安全性に関しては不明である。
ミポメルセン
ApoB100 mRNAを標的とする核酸医薬である。

## 研究
家族性高コレステロール血症について、遺伝子治療の可能性が模索されている。

## 早期発見
遺伝による家族性高コレステロール血症（FH）を早期発見するため、日本の香川県や静岡県掛川市・御前崎市などは、小学校での健康診断時の血液検査で発見する取り組みを導入しており、本人や両親の早期治療を促している。